# Геремеев, Руслан Абдулсаидович
Русла́н Абдулсаидович Геремеев ( 10 мая 1978, Гудермес, СССР) — русский военный, Командир Батальона имени Шейха Мансура, майор Национальной гвардии РФ. Объявлен в розыск в связи с возможной причастностью к убийству российского политика Бориса Немцова.

## Биография
Руслан Геремеев родился в Гудермесе. Проходил службу в батальоне «Север» 141-го специализированного моторизованного полка внутренних войск МВД РФ имени Ахмата-Хаджи Кадырова. Занимал должность командира роты, а впоследствии — заместителя командира батальона. ости. Участвовал в «антитерористических операциях», направленных на подавление движения за независимость Чечни. 19 октября 2010 года старший лейтенант Руслан Геремеев указом Президента РФ Дмитрия Медведева был награждён орденом Мужества.
В апреле 2015 года Геремеев был объявлен в розыск по подозрению в причастности к убийству российского политика Бориса Немцова. Адвокат семьи Немцова Вадим Прохоров называл Геремеева настоящим организатором убийства, хотя следственный комитет изначально объявил в розыск его личного водителя Руслана Мухудинова. Глава Чечни Рамзан Кадыров назвал эти обвинения надуманными и опроверг причастность Геремеева к убийству политика. Со временем статус «подозреваемый» сменился на статус «свидетель», к тому же Геремеев ни разу не явился на допросы по делу.
Двоюродные дяди Руслана — бывший командир «Севера» полковник Алимбек Делимханов и депутат Государственной Думы от «Единой России» Адам Делимханов, которого Рамзан Кадыров называл в числе возможных преемников. Руслан Геремеев работал в личной охране депутата Госдумы Адама Делимханова 3. Согласно данным системы «Сирена» (продажа авиабилетов), Руслан часто сопровождал его в качестве "то ли охранника, то ли помощника".

## Участие в Росcийско-Украинской войне
26 марта 2022 г. Рамзан Кадыров обнародовал видео об участии чеченцев в захвате Мариуполя, на котором присутствовал Руслан Геремеев. По словам Кадырова, Геремеев возглавлял участвовавший в атаках на украинский город подразделение.

## Награды
- Орден Мужества (19 октября 2010) — за мужество, отвагу и самоотверженность, проявленные при исполнении воинского долга в Северо-Кавказском регионе.[2]

## Семья
- Дядя — Геремеев Сулейман Садулаевич (род. 1971), российский государственный деятель, сенатор Российской Федерации.
- Дядя — Геремеев Ваха Садулаевич (род. 1965), российский правоохранитель, экс-сотрудник Службы безопасности Ахмата Кадырова, начальник отдела внутренних дел Шелковского района Чечни.